# 3838 Epona
3838 Epona eller 1986 WA är en asteroid i huvudbältet som upptäcktes den 27 november 1986 av den franske astronomen Alain Maury vid Palomar-observatoriet. Den är uppkallad efter Epona i den keltiska mytologin.
Den tillhör asteroidgruppen Apollo.